# Synagoge (Hundsbach)
Die Synagoge in Hundsbach  wurde 1881 in der Untergasse 9 errichtet. 1930 wurde die Synagoge an einen Landwirt verkauft. Ab 1945 diente sie als Lager. 1987 wurde das Gebäude unter Denkmalschutz gestellt und zu einem noch heute genutzten Wohnhaus umgebaut.

## Synagoge
Bereits vor 1866 gab es in der Untergasse 9 eine Synagoge der jüdischen Gemeinde. Während diese im Jahr 1866 durch ein Feuer nur beschädigt wurde, waren die Beschädigungen durch den Brand eines Nachbarhauses 1880 so groß, dass ein Neubau notwendig wurde. Im August 1881 wurde die neue Synagoge eingeweiht. Ab Anfang des 20. Jahrhunderts wurden, da das benötigte Minjan nicht mehr erreicht wurde, keine Gottesdienste mehr in Hundsbach abgehalten und die Synagoge aufgegeben. Die jüdischen Einwohner besuchten ab diesem Zeitpunkt die Gottesdienst in der Synagoge Sien. 1930 verkaufte die jüdische Gemeinde das Grundstück mit der Synagoge an einen Landwirt, der das Gebäude als Lager nutzte. Ab 1945 wurde es als Lager der Raiffeisengenossenschaft genutzt. 1987 wurde das Gebäude unter Denkmalschutz gestellt und im gleichen Jahr zu einem noch heute genutzten Wohnhaus umgebaut.

## Jüdische Gemeinde Hundsbach
Die jüdische Gemeinde bestand vom 18. Jahrhundert bis in die 1930er Jahre. Die Gemeinde verfügte über eine Mikwe und eine Religionsschule. Zeitweise war ein eigener Religionslehrer angestellt, der auch die Aufgaben des Vorbeters und Schochet innehatte. Die Verstorbenen wurden auf dem jüdischen Friedhof in Hundsbach beigesetzt. Die Gemeinde gehörte zum Rabbinatsbezirk Meisenheim.